# Lávka Velké Moravy
Lávka Velké Moravy spojuje přes řeku Moravu moravskou obec Mikulčice v okrese Hodonín a slovenskou obec Kopčany v okrese Skalica. Lávka, která byla plánovaná od roku 2006, zkrátila cestu pro pěší a cyklisty mezi nejvýznamnějšími památkami lokality Slovanským hradištěm v Mikulčicích a Kostelem svaté Markéty Antiochijské o více než 10 km. Ocelová lávka byla otevřena v roce 2019. Na délku měří 143 metrů, na šířku téměř 5 metrů a na výšku 9 metrů. Stavebním projektantem byla firma Novák & Partner.

## Název lávky
Možné názvy lávky navrhovala veřejnost v prvním kole prostřednictvím sociálních sítí a emailů Jihomoravského kraje a Trnavského samosprávního kraje. Z navržených pojmenování vybrali kraje dva názvy, Lávka Velké Moravy a Lávka svaté Markéty, o kterých mohla veřejnost hlasovat prostřednictvím sociálních sítí krajů. Výsledky oznámili kraje v srpnu 2020 poté, co v obou hlasováních zvítězil název Lávka Velké Moravy (86 % hlasů v hlasování Jihomoravského kraje a 79 % v hlasování Trnavského samosprávního kraje).

## Rozpočet

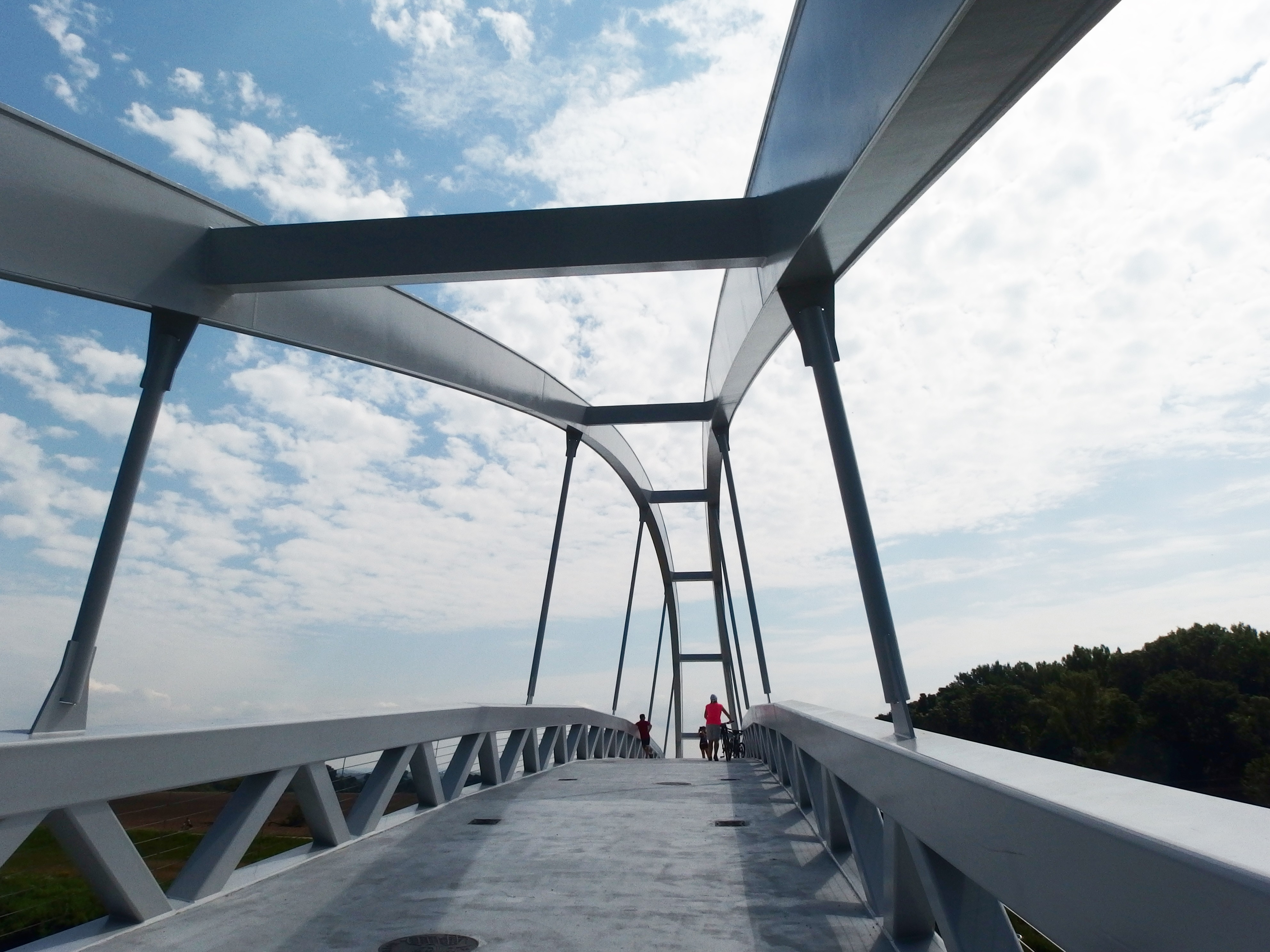
Mikulčice, lávka

Celkový rozpočet na stavbu byl necelých 3,8 mil. €, přičemž 85 % bylo financováno z Evropského fondu pro regionální rozvoj prostřednictvím programu Interreg V-A Slovenská republika - Česká republika. Zbývající finanční prostředky byly hrazeny z rozpočtu Jihomoravského kraje, státního rozpočtu ČR, státního rozpočtu SR a rozpočtu Trnavského samosprávního kraje. 